# تمنا (فیلم ۱۹۹۶)
تمنا (هندی: चाहत) یا اشتیاق فیلمی هندی در سبک کمدی-درام و کمدی است که در سال ۱۹۹۶ منتشر شد.

## بازیگران
- شاهرخ خان
- انوپم کهیر
- نصیرالدین شاه
- رامیا کریشنان
- پوجا بات
- مشتاق خان
- تیکو تالسانیا